# USS Princeton (CVL-23)
USS Princeton (CVL-23) là một tàu sân bay hạng nhẹ của Hải quân Hoa Kỳ thuộc lớp Independence được đưa ra hoạt động trong Chiến tranh Thế giới thứ hai. Nó là chiếc tàu chiến thứ tư của Hải quân Mỹ mang cái tên này, và đã bị mất trong trận chiến vịnh Leyte năm 1944.

## Thiết kế và chế tạo
Chiếc tàu sân bay ban đầu được đặt lườn như tàu tuần dương hạng nhẹ Tallahassee (CL-61) thuộc lớp Cleveland bởi hãng New York Shipbuilding Corporation tại Camden, New Jersey vào ngày 2 tháng 6 năm 1941. Đang khi chế tạo, nó được xếp lại lớp thành một tàu sân bay (CV-23) thuộc lớp Independence vào ngày 16 tháng 2 năm 1942, được đổi tên thành Princeton vào ngày 31 tháng 3 năm 1942, được hạ thủy vào ngày 18 tháng 10 năm 1942, được đỡ đầu bởi bà Margaret Dodds, phu nhân Chủ tịch Đại học Princeton Harold Dodds, và được đưa vào hoạt động tại Philadelphia ngày 25 tháng 2 năm 1943 dưới quyền chỉ huy của Đại tá George R. Henderson.

## Lịch sử hoạt động
Sau chuyến đi chạy thử máy tại vùng biển Caribbe, và được xếp lại lớp thành tàu sân bay hạng nhẹ ký hiệu CVL-23 vào ngày 15 tháng 7 năm 1943, Princeton, cùng với Liên đội Không quân 23 được phối thuộc, lên đường tham gia Mặt trận Thái Bình Dương. Đi đến Trân Châu Cảng ngày 9 tháng 8, nó khởi hành cùng Lực lượng Đặc nhiệm 11 vào ngày 25 tháng 8 hướng đến đảo Baker. Tại đây nó phục vụ như là soái hạm của Đội đặc nhiệm 11.2  và hỗ trợ trên không từ ngày 1 đến ngày 14 tháng 9 cho cuộc chiếm đóng hòn đảo này cũng như việc xây dựng một sân bay tại đây. Trong thời gian này, máy bay của nó đã bắn rơi được một chiếc thủy phi cơ trinh sát Kawanishi H8K Emily , nhưng quan trọng hơn là họ đã cung cấp cho hạm đội những hình ảnh về kiểu máy bay này.
Hoàn thành nhiệm vụ nói trên, Princeton gặp gỡ Lực lượng Đặc nhiệm 15, thực hiện các cuộc không kích vào căn cứ đối phương trên các đảo Makin và Tarawa, rồi quay về Trân Châu Cảng. Vào giữa tháng 10, nó di chuyển về phía Espiritu Santo nơi nó gia nhập Lực lượng Đặc nhiệm 38 (tàu sân bay nhanh) vào ngày 20 tháng 10. Cùng với lực lượng này, nó tung máy bay của nó ra tấn công các sân bay tại đảo Buka và Bonis trên đảo Bougainville trong các ngày 1 và 2 tháng 11 để giảm thiểu sự kháng cự bằng không quân Nhật Bản trong cuộc đổ bộ lên vịnh Hoàng đế Augusta. Vào các ngày 5 và 11 tháng 11, máy bay của nó đã không kích vào Rabaul, và vào ngày 19 tháng 11, cùng với Lực lượng Đặc nhiệm 50, nó đã giúp vô hiệu hóa sân bay tại Nauru. Sau đó Princeton di chuyển về hướng Đông Bắc, hỗ trợ cho lực lượng trên đường đến Makin và Tarawa, rồi sau khi trao đổi các máy bay còn hoạt động được cho những chiếc bị hư hại từ các tàu sân bay khác, nó quay về Trân Châu Cảng và bờ Tây Hoa Kỳ.
Sau khi được tái trang bị tại Bremerton, Washington, ngày 3 tháng 1 năm 1944, Princeton lên đường hướng về phía Tây. Tại Trân Châu Cảng, nó lại gia nhập lực lượng đặc nhiệm tàu sân bay nhanh 50, giờ đây được đổi tên thành Lực lượng Đặc nhiệm 58. Vào ngày 19 tháng 1, nó khởi hành cùng Đội đặc nhiệm 58.4 tấn công vào Wotje và Taroa từ ngày 29 đến ngày 31 tháng 1 để hỗ trợ cho các chiến dịch đổ bộ lên Kwajalein và Majuro. Ngày 2 tháng 2, máy bay của nó tiến hành trinh sát chụp ảnh mục tiêu tấn công tiếp theo là Eniwetok, rồi vào ngày 3 tháng 2 quay lại đó với một nhiệm vụ phá phách hơn: vô hiệu hóa sân bay tại Engebi. Trong ba ngày, đảo san hô bị ném bom và bắn phá. Vào ngày 7 tháng 2, Princeton rút lui về Kwajalein để rồi từ ngày 10 đến ngày 13 và từ ngày 16 đến ngày 28 tháng 2, quay trở lại Eniwetok và tung máy bay của nó ra tấn công hệ thống phòng ngự dọn đường cho lực lượng đổ bộ, rồi hỗ trợ trên không cho cuộc tấn công và cuộc chiến diễn ra sau đó.
Từ Eniwetok, Princeton rút lui về Majuro, rồi quay về Espiritu Santo để được tiếp liệu. Vào ngày 23 tháng 3, nó lên đường tấn công các căn cứ và tàu bè đối phương tại quần đảo Caroline. Sau các đợt không kích nhắm vào Palau, Woleai và Yap, lực lượng được tiếp liệu tại Majuro và lại khởi hành vào ngày 13 tháng 4 hướng về phía New Guinea. Những chiếc tàu sân bay đã hỗ trợ trên không cho Chiến dịch Hollandia từ ngày 21 đến ngày 29 tháng 4, rồi quay về tấn công Truk trong các ngày 29 và 30 tháng 4 và Ponape vào ngày 1 tháng 5.
Ngày 11 tháng 5, Princeton quay về Trân Châu Cảng để rồi lại khởi hành vào ngày 29 tháng 5 hướng đến Majuro. Tại đây nó lại gia nhập lực lượng tàu sân bay nhanh để hướng đến quần đảo Mariana hỗ trợ cuộc tấn công lên đảo Saipan. Từ ngày 11 đến ngày 18 tháng 6, nó tung máy bay ra tấn công mục tiêu trên các đảo Guam, Rota, Tinian, Pagan và Saipan, rồi di chuyển về hướng Tây đánh chặn Hạm đội Nhật được báo cáo làđang trên đường từ Philippines đến Mariana. Trong Trận chiến biển Philippine diễn ra sau đó, máy bay của Princeton tiêu diệt được 30 máy bay đối phương, trong khi các xạ thủ trên tàu ghi thêm được 3 chiến công và 1 hỗ trợ, góp phần đánh bại không lực của Hải quân Đế quốc Nhật Bản.
Quay trở về quần đảo Mariana, Princeton một lần nữa tung ra không kích nhắm vào Pagan, Rota và Guam. Sau khi được nghỉ ngơi và tiếp liệu tại Eniwetok, vào ngày 14 tháng 7, nó lại lên đường khi các tàu sân bay nhanh quay độ hình đến quần đảo Mariana hỗ trợ trên không cho cuộc tấn công chiếm đóng Guam và Tinian. Vào ngày 2 tháng 8, lực lượng quay trở về Eniwetok, được tiếp liệu, rồi sau đó khởi hành đi Philippine. Trên đường đi, máy bay của nó không kích  Palaus, sau đó trong các ngày 9 và 10 tháng 9, tấn công các sân bay phía Bắc đảo Mindanao. Sang ngày 11 tháng 9, chúng tấn công Visayas. Đến giữa tháng, lực lượng quay trở lại khu vực Trung Thái Bình Dương hỗ trợ cho cuộc tấn công Palau, sau đó quay trở về Philippine không kích vào đảo Luzon, chủ yếu tập trung vào các sân bay Clark và Nichols. Sau đó lực lượng rút lui về Ulithi, và vào đầu tháng 10, ném bom và bắn phá sân bay, căn cứ và tàu bè đối phương tại khu vực Nansei Shoto và Đài Loan nhằm chuẩn bị cho cuộc đổ bộ lên Philippine.

### Bị mất

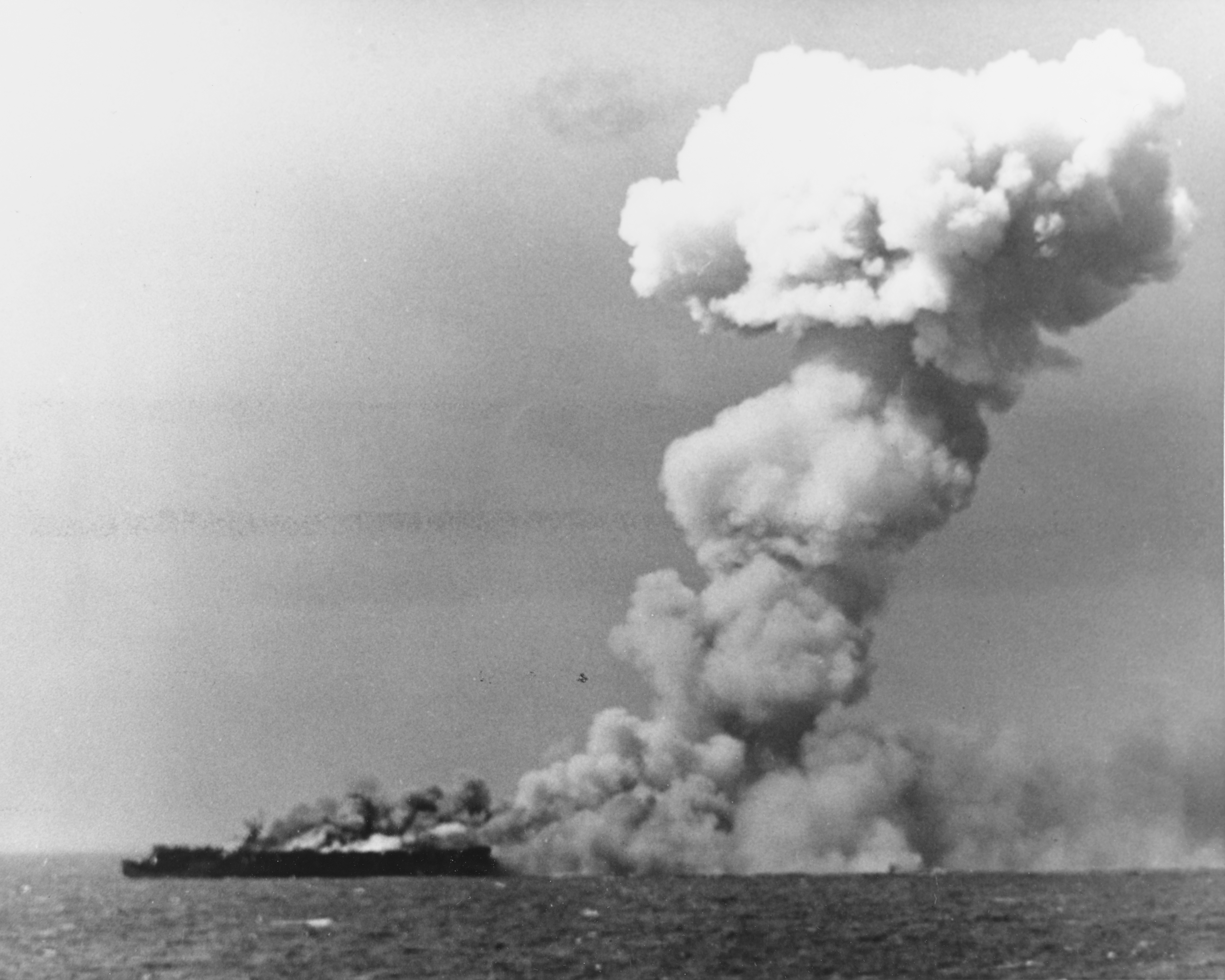
USS Princeton đang cháy ngoài khơi phía Đông đảo Luzon, ngày 24 tháng 10 năm 1944.

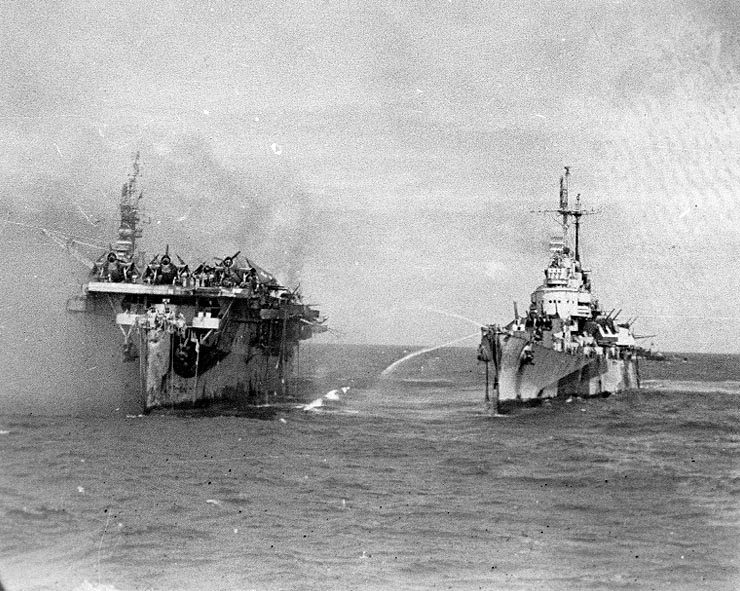
Tàu tuần dương Birmingham đang giúp chữa cháy cho chiếc Princeton

Vào ngày 20 tháng 10 năm 1944, các cuộc đổ bộ được thực hiện tại Dulag và vịnh San Pedro thuộc đảo Leyte. Princeton, trong thành phần của Đội đặc nhiệm 38.3, tuần tra ngoài khơi bờ biển Luzon và tung máy bay của nó ra tấn công các sân bay Nhật trên đảo nhằm ngăn chặn chúng có thể gây hại cho tàu bè Đồng Minh đang tập trung tại vịnh Leyte. Tuy nhiên, vào ngày 24 tháng 10, đội đặc nhiệm bị máy bay đối phương tại các căn cứ Clark và Nichols phát hiện. Ngay trước 10 giờ 00, Princeton bị một máy bay ném bom bổ nhào lẻ loi của đối phương tấn công. Chiếc máy bay phóng ra một quả bom duy nhất, đánh trúng chiếc tàu sân bay giữa hai thang nâng, đâm xuyên qua sàn đáp và sàn chứa máy bay trước khi phát nổ.
Một đám cháy phát ra do vụ nổ của quả bom rồi nhanh chóng tràn lan và gây thêm các vụ nổ khác. Những chiếc tàu chiến khác tiến đến gần để giúp đỡ. Tàu khu trục Irwin tiến đến gần cố gắng dập lửa phần phía trước của sàn chứa máy bay; chiếc tàu tuần dương Birmingham cũng giúp đỡ vào việc chữa cháy.
Lúc 15 giờ 24 phút, một vụ nổ thứ hai lớn hơn gây chấn động cho cả chiến Princeton, có thể do phát nổ một hoặc nhiều quả bom trong hầm đạn. Chiếc Birmingham bị hư hại nặng do vụ nổ này và chịu nhiều tổn thất nhân mạng. Irwin cũng bị hư hại nhưng tiế̃p tục áp sát và thả các bè cứu sinh để cứu vớt những người sống sót trên mặt biển. Irwin đã vớt được 646 thành viên thủy thủ đoàn của chiếc Princeton; chiếc tàu sau đó nhận được danh hiệu Đơn vị Tuyên dương Hải quân do các hoạt động trợ giúp quên mình bất chấp nguy cơ bi nổ.
Các nỗ lực nhằm cứu con tàu vẫn được tiếp tục, nhưng đến 16 giờ 00 các đám cháy hoàn toàn không thể kiểm soát được. Những người còn lại được cho di tản, và đến 17 giờ 06 phút, Irwin được lệnh phóng hai quả ngư lôi vào thân con tàu đang bừng cháy. Tuy nhiên, Irwin phải từ bỏ nỗ lực này do ống phóng ngư lôi của nó bị hỏng, và nhiệm vụ trên được giao lại cho tàu tuần dương Reno lúc 17 giờ 46 phút. Ba phút sau, một tiếng nổ còn lớn hơn nữa xảy ra trên chiếc Princeton, phá hủy toàn bộ phần phía trước của con tàu, bắn tung các cột lửa và mảnh vụn lên cao 300 – 600 m (1000–2000 ft); phần đuôi tàu chìm xuống biển lúc 17 giờ 50 phút ở tọa độ  15°21′B 123°31′Đ / 15,35°B 123,517°Đ
108 thành viên thủy thủ đoàn Princeton thiệt mạng trong trận tấn công này, bao gồm 10 sĩ quan và 98 thủy thủ; 1.361 người còn lại được cứu thoát. Ngoài ra, các con tàu trợ giúp cũng bị hư hỏng và tổn thất:
- Tàu tuần dương Birmingham: 85 người thiệt mạng, 300 người bị thương, bị hỏng nặng cấu trúc thượng tầng, và thiệt hại 2 pháo 127 mm (5 inch), 2 pháo 40 mm và 2 pháo 20 mm.
- Tàu khu trục Morrison: hỏng cột buồm trước, hư hại hông mạn trái.
- Tàu khu trục Irwin: hỏng pháo 127 mm (5 inch) phía trước, hư hại hông mạn phải.
- Tàu tuần dương Reno: hỏng một khẩu đội pháo 40mm.

Đại tá John M. Hoskins vốn đang tạm quyền chỉ huy con tàu CVL-23 cũng được giải cứu, nhưng bị mất chân bên phải. Sau này ông trở thành Thuyền trưởng đầu tiên của chiếc Princeton thứ năm (CV-37), được hạ thủy để thay thế vào năm 1945.
Chiến sĩ Công binh R. Gallatin mười chín tuổi sau này nhớ lại: "Nhiều người đã bị chìm xuống đáy biển theo chiếc USS Princeton, đã không ai biết đến chuyện đó. Dù sao, thật là một điều kỳ diệu là nhiều người đã được cứu thoát như tôi đây. Con tàu quả là một địa ngục rực lửa!"

## Phần thưởng và tưởng niệm
Princeton được tặng thưởng 9 Ngôi sao Chiến đấu do thành tích phục vụ trong Thế chiến II. Nhà nguyện của Đại học Princeton vẫn còn lưu giữ lá cờ phục vụ từng ̣được treo trên chiếc Princeton.
| Silver star · Bronze star · Bronze star · Bronze star · Bronze star |  |             |
|                                                                     |  | Bronze star |

| Huân chương Chiến dịch Hoa Kỳ        | Huân chương Chiến dịch Hoa Kỳ            | Huân chương Chiến dịch Châu Á-Thái Bình Dương với 9 Ngôi sao Chiến trận | Huân chương Chiến dịch Châu Á-Thái Bình Dương với 9 Ngôi sao Chiến trận |
| Huân chương Chiến thắng Thế Chiến II | Đơn vị Tuyên dương Tổng thống Philippine | Đơn vị Tuyên dương Tổng thống Philippine                                | Huân chương Giải phóng Philippine với 1 Ngôi sao Chiến trận             |